# Roda JC in het seizoen 1966/67
Het seizoen 1966/1967 was het vijfde jaar in het bestaan van de Kerkraadse betaaldvoetbalclub Roda JC. De club kwam uit in de Tweede divisie en eindigde daarin op de vierde plaats. In de daaropvolgende nacompetitie werd ook geen promotie afgedwongen.

## Wedstrijdstatistieken

### Tweede divisie
|       | AGOVV | Baronie | EDO   | Excelsior | Fortuna | Gooiland | Haarlem | Heerenveen | Helmondia '55 | Hermes DVS | Hilversum | HVC   | Limburgia | NOAD  | PEC   | Tubantia | Veendam | FC VVV | Wageningen | Wilhelmina | ZFC   | Zwolsche Boys |
| ----- | ----- | ------- | ----- | --------- | ------- | -------- | ------- | ---------- | ------------- | ---------- | --------- | ----- | --------- | ----- | ----- | -------- | ------- | ------ | ---------- | ---------- | ----- | ------------- |
| Thuis | 4 – 1 | 5 – 0   | 3 – 0 | 1 – 1     | 3 – 1   | 1 – 1    | 1 – 1   | 1 – 0      | 4 – 0         | 1 – 0      | 2 – 0     | 0 – 0 | 0 – 0     | 1 – 1 | 2 – 1 | 3 – 2    | 1 – 1   | 2 – 2  | 2 – 2      | 1 – 0      | 2 – 0 | 4 – 1         |
| Uit   | 2 – 0 | 2 – 1   | 0 – 1 | 1 – 1     | 1 – 1   | 1 – 0    | 4 – 1   | 1 – 1      | 1 – 0         | 4 – 1      | 0 – 3     | 0 – 0 | 3 – 3     | 1 – 0 | 2 – 1 | 0 – 3    | 0 – 2   | 0 – 2  | 0 – 2      | 1 – 2      | 0 – 2 | 0 – 1         |

### Nacompetitie
| Promotiewedstrijd                                                                           | Veendam                          | 2 – 0 (2 – 0) | Roda JC                                                       |
| 11 juni 1967 Plaats: Veendam De Langeleegte Toeschouwers: 8.500 Scheidsrechter: Piet Roomer | Jetze Pascal 24' Henk Meuken 30' |               |                                                               |
| Promotiewedstrijd                                                                           | Roda JC                          | 0 – 4 (0 – 1) | HVC                                                           |
| 25 juni 1967 Plaats: Kerkrade Kaalheide Toeschouwers: 4.500 Scheidsrechter: Janus Aalbrecht |                                  |               | 29' Hans van Empelen 67', 83' Mosje Temming 88' Ab Ruitenbeek |

## Statistieken Roda JC 1966/1967

### Eindstand Roda JC in de Nederlandse Tweede divisie 1966 / 1967
| Stand | Gespeeld | Gewonnen | Gelijk | Verloren | Punten | Doelpunten voor | Doelpunten tegen |
| ----- | -------- | -------- | ------ | -------- | ------ | --------------- | ---------------- |
| 4e    | 44       | 22       | 14     | 8        | 58     | 72              | 39               |

### Topscorers
| #                | Naam                      | Goal |
| ---------------- | ------------------------- | ---- |
| 1.               | Hens Fischer              | 10   |
| 1.               | Fred Gillissen            | 10   |
| 1.               | Horst Gnielka             | 10   |
| 4.               | Giel Stevelmans           | 9    |
| 5.               | Walter Kousen             | 7    |
| 5.               | Wim Langenhuizen          | 7    |
| 7.               | Pierre Custers            | 6    |
| 8.               | Sjef Mommertz             | 4    |
| 9.               | Toon Ederveen             | 3    |
| 10.              | Frans Roemgens            | 2    |
| 11.              | Herman Goedkoop           | 1    |
| Eigen doelpunten |                           |      |
| –                | Tjeerd Koopman (ZFC)      | 1    |
| –                | Charles Sticker (Baronie) | 1    |
| Totaal           | Totaal                    | 72   |

| #      | Naam        | Goal |
| ------ | ----------- | ---- |
| –      | Geen speler | 0    |
| Totaal | Totaal      | 0    |

## Voetnoten
AGOVV · Baronie · EDO · Excelsior · Fortuna · Gooiland · Haarlem · Heerenveen · Helmondia '55 · Hermes DVS · Hilversum · HVC · Limburgia · NOAD · PEC · Roda JC · Tubantia · Veendam · FC VVV · Wageningen · Wilhelmina · ZFC · Zwolsche Boys